# Betheler Bekenntnis
Beim Betheler Bekenntnis handelt es sich um ein lutherisches Bekenntnis aus der Zeit des Kirchenkampfes. Es wurde zwischen August und Dezember 1933 in Bethel von einem Arbeitskreis mit wechselnden Mitgliedern erstellt und schließlich unter dem Titel „Das Bekenntnis der Väter und die bekennende Gemeinde“ veröffentlicht. Entscheidende Beteiligte waren Friedrich von Bodelschwingh, Dietrich Bonhoeffer, Georg Merz und Martin Niemöller. Es existieren sechs verschiedene Entwürfe des Bekenntnisses, die sich teilweise sehr stark voneinander unterscheiden.

## Vorgeschichte
Hitlers Machtübernahme am 30. Januar 1933 führte zur Aufgabe der politischen Neutralität in vielen Landeskirchen, da sowohl zahlreiche evangelische Kirchenführer als auch Laien der NSDAP politisch nahestanden. Als „kirchenpolitischer Arm“ der NSDAP fungierten die Deutschen Christen (DC), deren Hauptforderungen u. a. die Übernahme des Arierparagraphen in die Kirche darstellten (vgl. Richtlinien vom 16. Mai und 6. Juni 1932).
Der Sommer 1933 bildet eine kirchlich-theologisch besonders ereignisreiche Zeit. Besonders entscheidend für die Entstehung des Betheler Bekenntnisses waren der Kabinettsbeschluss über die neue evangelische Kirchenverfassung sowie die widerrechtlich auf den 23. Juli 1933 vorverlegten Kirchenwahlen, für welche die kirchliche Opposition sich zu einer Partei namens Evangelium und Kirche zusammenschloss. Bei der Wahl siegten die DC trotz aller Bemühungen der Opposition, da sie von der NSDAP mit oft rechtswidrigen Mitteln unterstützt wurden.
Die Jungreformatorische Bewegung, die das Fundament der Opposition bildete, zog sich daraufhin der Kirchenpolitik zurück, um sich auf die innerkirchliche Arbeit in Theologie und Gemeinde zu fokussieren. Nun galt es, die neue Kirchenleitung vor die Bekenntnisfrage zu stellen.

## Entstehung des Bekenntnisses
Am 31. Juli und 1. August 1933 wandten sich zwei verschiedene Gruppen junger Studenten an Friedrich von Bodelschwingh und baten ihn darum, den Entwurf eines neuen, zeitgemäßen Bekenntnisses unter der Mitwirkung von u. a. Dietrich Bonhoeffer zu organisieren. Bodelschwingh schien ihnen aufgrund seiner „integeren und vom gesamten evangelischen Deutschland hoch angesehenen Persönlichkeit“ für diese Aufgabe geeignet. Bereits einen Tag nach der Wahl Ludwig Müllers zum Reichsbischof kam es zwischen Bodelschwingh, Georg Merz aus Bethel und Bonhoeffer aus Berlin zu einem ersten konstituierenden Gespräch über dieses Bekenntnis. Ihr Ziel war es, „vom lutherischen Bekenntnis her zu den heutigen Fragen zeugnishaft Stellung“ zu beziehen.
Die Arbeit kam schnell in Gang. Am 15. August 1933 trafen sich Merz, Bonhoeffer, Bodelschwinghs Sekretär Gerhard Stratenwerth und der Erlanger Theologe Hermann Sasse in Bethel, letzter reiste jedoch bereits nach einer Woche wieder ab. Innerhalb von 14 Tagen erarbeiteten sie den sogenannten Vorentwurf des Betheler Bekenntnisses, bestehend aus sechs dogmatischen Kapiteln. Die Hauptarbeit lag wohl bei Bonhoeffer.
Der Betheler Alttestamentler Wilhelm Vischer erweiterte den Vorentwurf um das Kapitel „Kirche und die Juden“ zur sogenannten Augustfassung, die von Bonhoeffer und einigen Berliner Studenten zur Erstform leicht überarbeitet und in theologisch interessierten Kreisen verbreitet wurde.
Angesichts der im Herbst anstehenden Synoden drängte Bonhoeffer auf eine Veröffentlichung der Erstform, doch Bodelschwingh sandte das Dokument zunächst an 20, später insgesamt 42 Theologen, die es begutachten sollten. Bonhoeffer missfiel die Wahl dieser Gutachter, insbesondere Adolf Schlatters, und er kritisierte den langen Zeitraum, der ihnen für die Arbeit zugestanden wurde, da für Bonhoeffer abzusehen war, dass dadurch eine Veröffentlichung rechtzeitig vor den Synoden im September nicht mehr möglich war.
Während Bonhoeffer die DC durch das Bekenntnis mit dem unchristlichen Inhalt ihrer Verkündigung konfrontieren wollte, plante Bodelschwingh, das Bekenntnis erst nach den Synoden im Oktober zu veröffentlichen. Dabei behauptete er gegenüber Karl Barth, einem der Gutachter, dass auch die Verfasser diese Auffassung teilten, was jedoch gerade auf Bonhoeffer nicht zutraf. Auch Martin Niemöller mahnte wiederholt die Veröffentlichung des Bekenntnisses an, doch aufgrund von Schlatters vernichtender Kritik hielt Bodelschwingh diese nicht mehr für verantwortbar. So fanden die Generalsynode der Altpreußischen Union und die Nationalsynode statt, ohne dass von der Opposition ein Bekenntnis vorgelegt werden konnte.
In einem Brief vom 29. September plädierte Sasse dafür, das Kapitel „Kirche und die Juden“ an die aktuelle Fragestellung anzupassen, da „in den letzten Tagen so wichtiges geschehen und gesagt worden“ sei.
Die Arbeit am Bekenntnis verzögerte sich weiter, da die Arbeit an den Gutachten immer verwickelter wurde und die vielen Meinungen eine Einstimmigkeit erschwerten. Im Oktober trafen in Bethel Merz, Sasse und Walter Künneth zusammen, um die Erstform zu überarbeiten. Bonhoeffer nahm an dieser Besprechung aus Enttäuschung über fehlendes Verständnis und mangelnde Würdigung des Bekenntnisses nicht mehr teil.
Am 6. November 1933 schien die Überarbeitung beendet. Das Schriftstück trug nun nicht mehr den Titel „Bekenntnis“, sondern wurde als „Handreichung“ bezeichnet. Auf die Initiative Merz’ hin sandte man auch Bonhoeffer und Sasse ein Exemplar der Novemberfassung zur Begutachtung zu. Während Sasse dem Entwurf unentschlossen gegenüberstand, lehnte Bonhoeffer ihn wie jede weitere Mitarbeit und Verantwortung radikal und harsch ab. Er sprach sich entschieden gegen die Überarbeitung und Veröffentlichung aus, da es in etlichen entscheidenden Punkten von der Erstform abwich.
Nachdem die Rede von Reinhold Krause im Berliner Sportpalast am 13. November 1933 einen Skandal ausgelöst hatte, forderten immer mehr Theologen ein klares Bekenntnis, denn nun habe durch die Sportpalastrede der Kampf um die Substanz der Kirche und des Glaubens begonnen und sei in die breite Öffentlichkeit getragen worden. Am 19. und 22. November kam es zu Kanzelabkündigungen zu diesem Thema, woraufhin etliche Pfarrer durch die DC aus ihrem Dienst enthoben wurden. Dieses Vorgehen führte zu Unruhen, die sich innerhalb von wenigen Tagen von Berlin aus in ganz Deutschland ausbreiteten. Auch innerhalb der DC kam es zu Protesten, verbunden mit zahlreichen Austritten aus den DC und Eintritten in den Pfarrernotbund. Die „intakten Landeskirchen“ Bayern und Württemberg verbanden sich nun ebenfalls mit dem Pfarrernotbund.
Bereits Ende November 1933 hatte man die Letztform des Betheler Bekenntnisses fertiggestellt. Die Veröffentlichung verzögerte sich jedoch erneut, da niemand mit seinem Namen dahinterstehen wollte. Schließlich erklärte sich Niemöller dafür bereit, sodass das Dokument um die Jahreswende 1933/34 unter dem Titel „Das Bekenntnis der Väter und die bekennende Gemeinde. Zur Besinnung dargeboten von einem Kreise von evangelischen Theologen und in ihrem Namen herausgegeben von Martin Niemöller“ erschien.

## Wirkung
Weil das Betheler Bekenntnis auf den wichtigen Synoden im September 1933 nicht vorgelegt werden konnte, konnte „[d]ie Wirkung, die das Betheler Bekenntnis schließlich erzielte, … nicht so eindeutig sein, wie Bonhoeffer sich dies wohl gewünscht hatte“. Das Bestreben, die DC vor das Bekenntnis zu stellen, wurde zugunsten einer katechetischen Besinnung aufgegeben. Dies schwächte die Stoßkraft des Bekenntnisses erheblich.
Hervorzuheben ist, dass das Betheler Bekenntnis als einziges kirchliches Dokument seiner Zeit auf die Lage der bedrohten Juden einging. Doch diese Erklärung war noch nicht einmal für das ganze lutherische Christentum in Deutschland repräsentativ und verlor im Zuge der Bearbeitung massiv an Schärfe, bis hin zur Aufgabe der Verwerfungen.

„Gleichwohl bleibt das Betheler Bekenntnis in seiner Erstfassung – gerade auch im Blick auf den großen deutschchristlichen Aufbruch der deutschen Theologie in dieser Zeit – ein glänzendes, scharfes und eindrückliches Zeugnis für das, was theologische Arbeit im Sommer 1933 nun doch auch noch zu leisten vermochte. In der Form zwar schwerfällig, befrachtet mit zahlreichen Belegen aus der Bibel, aus Luther und vor allem aus den [lutherischen] Bekenntnisschriften, war dieses Bekenntnis doch an manchen Stellen theologisch und politisch klarer und genauer als die berühmte Barmer Erklärung vom Mai 1934.“

## Inhalt
Das Bekenntnis stellt die Lehre der Kirche sowohl positiv als auch negativ gegenüber verbreiteten Irrlehren der Zeit dar. In den verschiedenen Fassungen wurden die Themen zwar weitgehend beibehalten, jedoch in unterschiedliche Hauptabschnitte gegliedert.
| Vorentwurf | August-Fassung | Erstform | November-Fassung | Letztform |
| --- | --- | --- | --- | --- |
| - Von der heiligen Schrift - Von Schöpfung und Sünde - 1. Schöpferglaube und natürliche Erkenntnis - 2. Die Ordnungen - 3. Das Gesetz - 4. Die Sünde - Von Christus - Vom Heiligen Geist - Von Rechtfertigung und Glaube - Die Kirche Christi | - I. Von der heiligen Schrift - II. Was ist Reformation? - III. Von dem Dreieinigen Gott - IV. Von Schöpfung und Sünde - 1. Schöpferglaube und natürliche Erkenntnis - 2. Die Ordnungen - 3. Das Gesetz - 4. Die Sünde - V. Von Christus - VI. Vom Heiligen Geist und der Kirche - 1. Vom Heiligen Geist - 2. Von Rechtfertigung und Glaube - 3a. Von der Kirche - 3b. Von Amt und Bekenntnis - 4. Kirche und Volk - 5. Kirche und Staat - 6. Kirche und die Juden - 7. Vom Ende aller Dinge | - I. Von der heiligen Schrift - II. Was ist Reformation - III. Von dem Dreieinigen Gott - IV. Von Schöpfung und Sünde - 1. Schöpferglaube und natürliche Erkenntnis - 2. Die Ordnungen - 3. Das Gesetz - 4. Die Sünde - V. Von Christus - VI. Vom Heiligen Geist und von der Kirche - 1. Vom Heiligen Geist - 2. Von Rechtfertigung und Glaube - 3a. Von der Kirche - 3b. Von Amt und Bekenntnis - 4. Kirche und Volk - 5. Kirche und Staat - 6. Kirche und die Juden - 7. Vom Ende aller Dinge | - I. Von der Reformation - II. Von der heiligen Schrift - III. Von dem Dreieinigen Gott - IV. Von Schöpfung und Sünde - 1. Schöpferglaube und natürliche Erkenntnis - 2. Von der Sünde - V. Von Christus - VI. Vom Heiligen Geist und seinen Gaben - 1. Vom Heiligen Geist - 2. Von Rechtfertigung, Glaube, Heiligung - 3. Vom Gehorsam gegen das Gesetz und vom Leben in den Ordnungen - VII. Von der Kirche - 1a. Von der Kirche - 1b. Von Amt und Bekenntnis - 2. Die Kirche und die geschichtlichen Gemeinschaften (Nation, Staat, Volk) - 3. Kirche und Obrigkeit - 4. Die Kirche und die Juden - 5. Von der Geschichte und vom Ende aller Dinge | - Vorbemerkung - I. Von der Reformation - II. Von der heiligen Schrift - III. Von dem Dreieinigen Gott - IV. Von Schöpfung und Sünde - 1. Schöpferglaube und natürliche Erkenntnis - 2. Von der Sünde - V. Von Christus - VI. Vom Heiligen Geist und Seinen Gaben - 1. Vom Heiligen Geist - 2. Von Rechtfertigung, Glaube, Heiligung - 3. Vom Gehorsam gegen das Gesetz und vom Leben in den Ordnungen - VII. Von der Kirche - 1. Von der Kirche - 2. Von Amt und Bekenntnis - 3. Die Kirche und die geschichtlichen Gemeinschaften - 4. Kirche und Obrigkeit - 5. Die Kirche und die Juden - VIII. Von der Geschichte und vom Ende aller Dinge |